# Mindwalk
Mindwalk – film z 1990 roku w reżyserii Bernta Amadeusa Capry oparty na jego opowiadaniu bazującym z kolei na książce jego brata Fritjofa Capry The Turning Point.

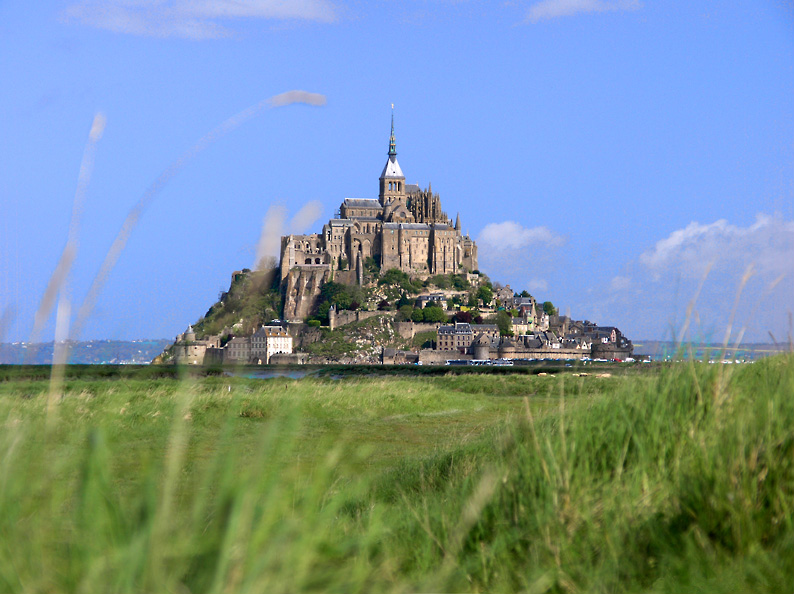
Mont Saint-Michel

Akcja filmu rozgrywa się na wyspie pływowej Mont Saint-Michel, co zapewniło wspaniałe widoki, takie jak przypływy i odpływy, katedra, pasaże oraz starożytny mechanizm zegarowy.
Większość scen to rozmowy pomiędzy trojgiem głównych bohaterów – Sonią Hoffman, norweską naukowiec, Jackiem Edwardsem, politykiem, byłym kandydatem na prezydenta i Thomasem Harrimanem, poetą, niegdyś piszącym przemówienia polityczne.
Film jest wprowadzeniem do teorii systemów i myślenia systemowego, równocześnie wnikliwie przedstawiając współczesne teorie fizyczne, takie jak mechanika kwantowa czy fizyka cząsteczkowa.
Kolejnym punktem, na którym koncentruje się film, są zagadnienia polityczne i społeczne oraz ich alternatywne rozwiązania. Jednakże nie specyficzne problemy i ich rozstrzygnięcia, a raczej różne sposoby patrzenia na nie stanowią myśl przewodnią filmu. Punkt widzenia Sonii Hoffman jest przedstawiony jako holistyczny lub nawiązujący do teorii systemów. Poeta Thomas Harriman pod koniec filmu recytuje wiersz "Zagadki" Pabla Nerudy (oparty na tłumaczeniu Roberta Bly) zamykający główny nurt dyskusji.

## Obsada
- Liv Ullmann jako Sonia Hoffman
- Sam Waterston jako Jack Edwards
- John Heard jako Thomas Harriman
- Ione Skye jako Kit Hoffman
- Emmanuel Montes jako Romain
- Jean Boursin jako Kościelny
- Gabrielle Danchick jako Przewodnik wycieczki